# (25920) Templeanne
(25920) Templeanne est un astéroïde de la ceinture principale.

## Description
(25920) Templeanne est un astéroïde de la ceinture principale. Il fut découvert le 16 février 2001 à Socorro (Nouveau-Mexique) par le projet LINEAR. Il présente une orbite caractérisée par un demi-grand axe de 3,02 UA, une excentricité de 0,03 et une inclinaison de 9,9° par rapport à l'écliptique.

## Compléments